# Siphonophora portoricensis
Siphonophora portoricensis är en mångfotingart som beskrevs av Brandt 1837. Siphonophora portoricensis ingår i släktet Siphonophora och familjen Siphonophoridae. Inga underarter finns listade i Catalogue of Life.